# 邾文公
邾文公（？—前615年），曹姓，名蘧蒢，為春秋諸侯國邾国君主之一，在位51年。
邾文公迁都于绎，卜史认为迁都“利于民而不利于君”，邾文公表示：“苟利于民，孤之利也。天生民而树之君，以利民也。民既利矣，孤必与焉。”迁都后不久，他果然去世。
邾文公元妃齊姜，生定公；二妃晉姬，生捷菑。文公死后，邾人立定公，捷菑奔晉。
| 前任： 邾憲公 | 春秋邾国君主 前665年－前615年 | 繼任： 邾定公 |